# 17. Flieger-Division
Die 17. Flieger-Division war ein Großverband der Luftwaffe der Wehrmacht im Zweiten Weltkrieg. Sie wurde am 1. Februar 1945 aus dem umbenannten Stab des Fliegerführers Nordbalkan in Zagreb gebildet. Sie war der Luftflotte 4, ab dem 21. April, dem Luftwaffenkommando 4 unterstellt. Am 8. Mai, nach der bedingungslosen Kapitulation der Wehrmacht, wurde sie aufgelöst.

## Personen

### Divisionskommandeur
| Dienstgrad   | Name         | Datum                           |
| ------------ | ------------ | ------------------------------- |
| Generalmajor | Walter Hagen | 1. Februar 1944 bis 8. Mai 1945 |

### Erster Generalstabsoffizier
| Dienstgrad     | Name      | Datum                           |
| -------------- | --------- | ------------------------------- |
| Oberstleutnant | Paul Lube | 1. Februar 1945 bis 8. Mai 1945 |

## Unterstellung
| Unterstellung        | von             | bis            |
| -------------------- | --------------- | -------------- |
| Luftflotte 4         | 1. Februar 1945 | 21. April 1945 |
| Luftwaffenkommando 4 | 21. April 1945  | 8. Mai 1945    |

## Unterstellte Verbände
| 21. April 1945 | |
| -------------- | --- |
| 21. April 1945 | I./Schlachtgeschwader 2; Stab, 1., 2. und 3./Nachtschlachtgruppe 7; Stab, 1. und 2./Nahaufklärungsgruppe 12; Nahaufklärungsstaffel Kroatien |